# 82-я воздушно-десантная дивизия
82-я воздушно-десантная дивизия (англ. 82nd Airborne Division) — тактическое соединение Армии США, существующее с 1917 года. Прозвище — «Всеамериканская» (All American), возникло при формировании 82-й дивизии, когда в ней служили представители всех 48 (на тот момент) штатов США.
Штаб и управление 82-й воздушно-десантной дивизии расквартированы на территории гарнизона Форт-Брэгг в штате Северная Каролина.

## История

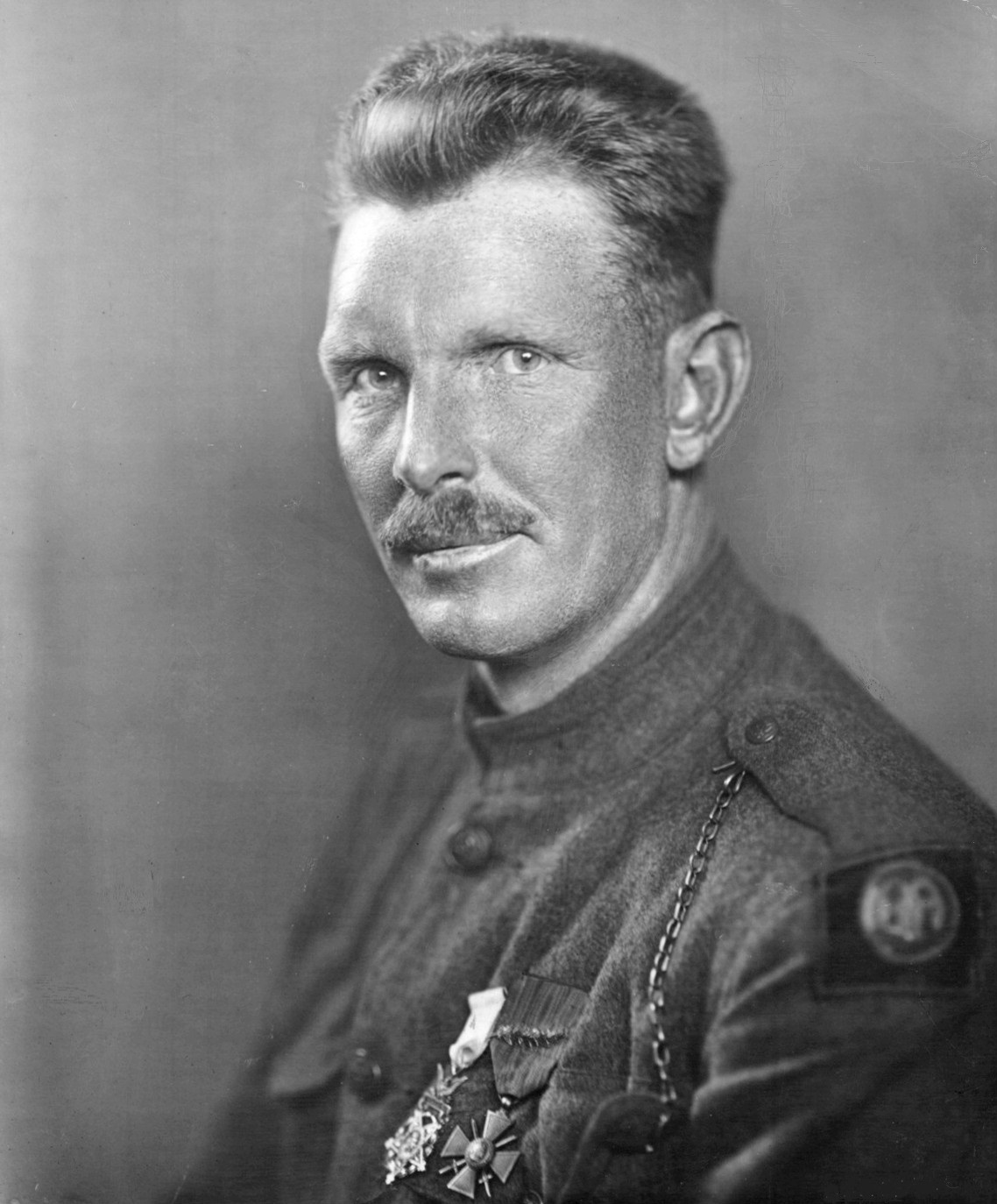
Элвин Йорк в 1919 году. На плече виден шеврон 82-й вдд

82-я дивизия была впервые сформирована в составе Армии США как пехотная дивизия 5 августа 1917 года в Кэмп-Гордон, Джорджия. В неё набирались солдаты практически из всех штатов США, в связи с чем она получила прозвище «Всеамериканской» («All Americans») и наплечный шеврон «AA». В середине 1918 года 82-я дивизия была переброшена во Францию, где принимала участие в Первой мировой войне как 82-я пехотная дивизия. В составе 1-й армии генерала Дж. Першинга 82-я дивизия принимала участие в Сен-Миельской операции и Мёз-Аргоннском наступлении. В составе дивизии сражался Элвин Йорк, известный как «сержант Йорк».
После окончания войны в апреле 1919 года вернулась в США, и 27 мая в Кэмп-Миллс, Нью-Йорк была демобилизована, управление и штаб дивизии находились в резерве СВ США.

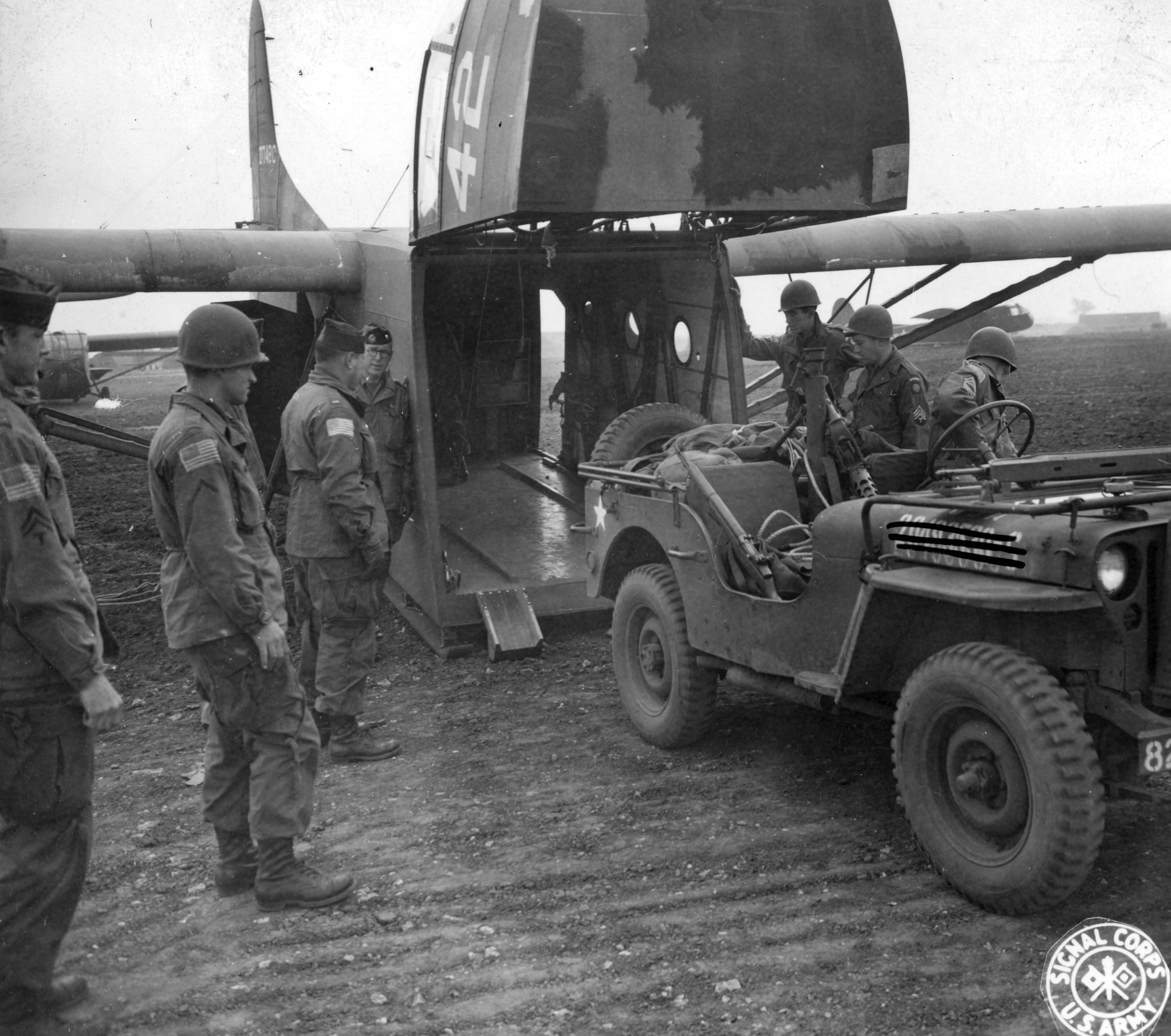
Военнослужащие 82-й воздушно-десантной дивизии загружают автомобиль Willys MB на планер Waco CG-4, сентябрь 1944 года, Англия

25 марта 1942 года в Кемп-Клейборне (штат Луизиана), под командованием генерал-майора О. Брэдли, кадры 82-й дивизии СВ были вновь развёрнуты до состава военного времени в связи со вступлением США во Вторую мировую войну. 15 августа того же года, под командованием бригадного генерала Мэтью Риджуэя, 82-я пехотная дивизия была переформирована из пехотной в воздушно-десантную (первую подобного рода в ВС США). Боевое крещение 82-й воздушно-десантной дивизии состоялось в июле 1943 года в ходе высадки войск союзников на Сицилию. Далее 82-я дивизия участвовала в боевых действиях в Италии.
В июне 1944 года 82-я воздушно-десантная дивизия, под командованием генерал-майора Риджуэя, вместе с другими союзными войсками высадилась в Нормандии. После 33 дней боевых действий на территории Франции части 82-й дивизии была передислоцированы в Великобританию, так как боевые потери частей дивизии за этот период составили более 5000 военнослужащих убитыми, ранеными и пропавшими без вести. В сентябре 1944 года 82-я дивизия провела очередное воздушное десантирование под командованием бригадного генерала Дж. Гейвина в ходе неудачной операции союзников «Маркет Гарден» в Нидерландах. В ходе немецкого контрнаступления в Арденнах в декабре десантник 82-я дивизии, рядовой первого класса Мартин произнёс одну из самых памятных в США фраз войны, заявив отступающему в тыл экипажу американского танка: «Стой здесь! Я — из 82-й дивизии, и дальше меня эти ублюдки не пройдут!». Части 82-й дивизии форсировали Эльбу 30 апреля 1945 года, а 3 мая встретились с советскими передовыми подразделениями 385-й стрелковой дивизии.
С июля по декабрь 1945 года части и подразделения 82-й дивизии несли оккупационную службу в Берлинском гарнизоне союзников. По выводу на территорию США дивизия вошла в стратегический резерв СВ США в качестве сил быстрого реагирования.
С 25 июля по 28 июля 1967 года участвовала в подавлении бунта и пресечения нарушения порядка в Детройте.
За кратчайшее время части 82-й дивизии могли быть переброшены в любую точку планеты. 82-я дивизия находилась в полной боевой готовности практически при каждом международном кризисе, и сыграла существенную роль во время оккупации США Доминиканской Республики (1965—1966), на Гренаде (1983 год) и в Панаме (1989 год). В связи со стратегической важностью дивизии она не участвовала в Корейской и приняла лишь ограниченное участие во Вьетнамской войне, отправив в Южный Вьетнам одну бригадную группу, дислоцированную там в 1968—1969 годах.
Десантники 82-й дивизии стали первыми американскими военнослужащими, прибывшими в Саудовскую Аравию после оккупации Ираком Кувейта в августе 1990 года. В ходе наземной фазы войны в Персидском заливе дивизия находилась на левом фланге многонациональной коалиции, соприкасаясь с частями французской 6-й бронекавалерийской дивизии. В 1990 году в ней было более 12,6 тыс человек личного состава. На вооружении имелось 54 лёгких танка M551 Шеридан, 54 ед. 105-мм буксируемых гаубиц M102, более 500 ед. ПТУР, 140 миномётов (60 ед. 81-мм M29А1, 81 ед. 60-мм М224), 48 ед. ЗСУ M163 «Вулкан», 69 ед. ПЗРК FIM-92 Stinger (огневых расчётов), 132 вертолёта (18 огневой поддержки AH-64 Apache, 47 общего назначения UH-60 Black Hawk, 61 разведывательный и шесть РЭБ), значительное количество автомобилей, мотоциклов, радиостанций, другого оружия и военной техники.

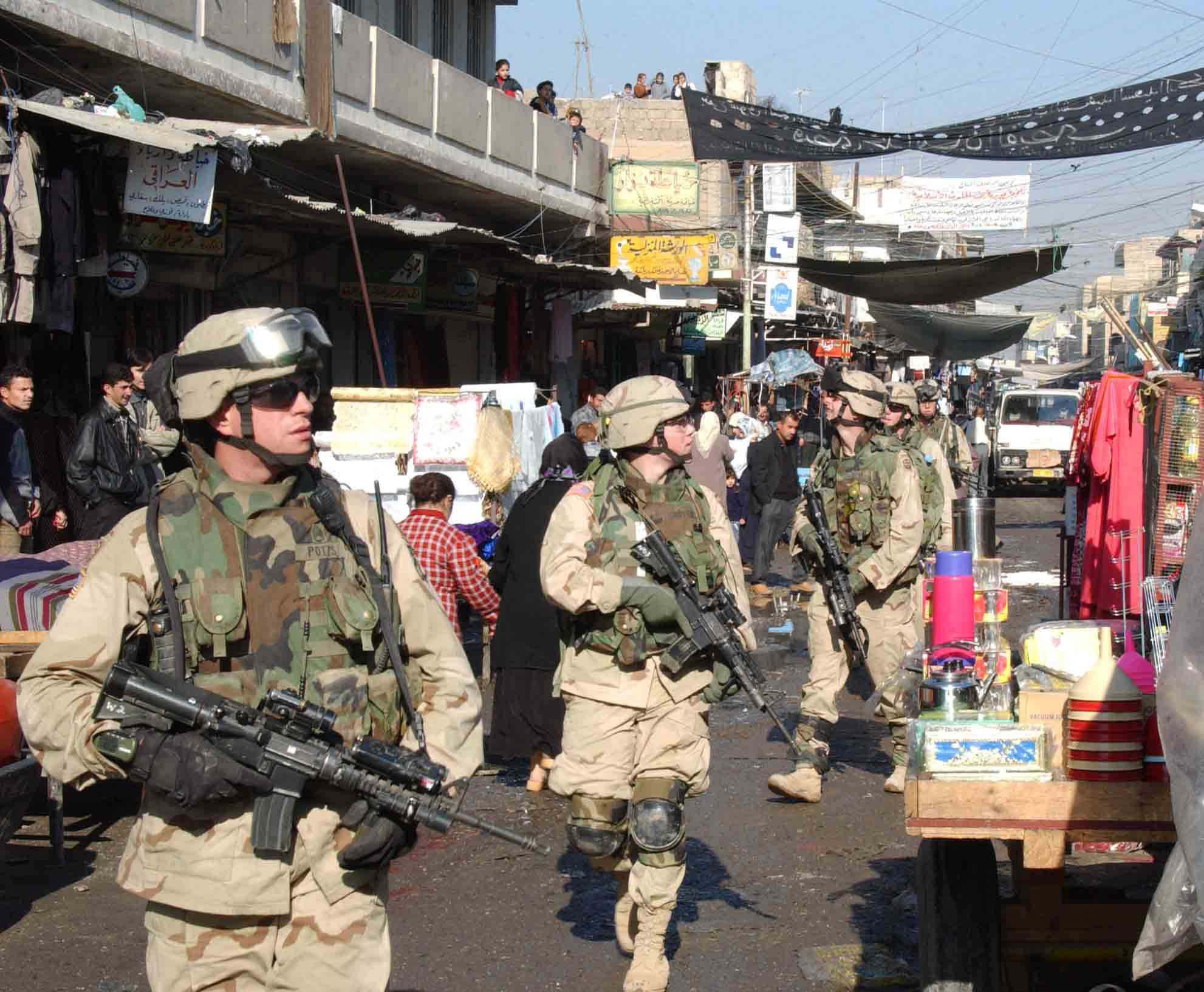
Патруль из числа подразделений 325 ппп 82-й дивизии в Республике Ирак (г. Мосул, 2005 г.)

В 1990-е и 2000-е годы 82-я дивизия привлекалась для выполнения гуманитарных задач в ходе ураганов «Эндрю» (1992 год) и «Катрина» (2005 год) в США. Она приводилась в боевую готовность во время кризисов на Гаити, в Боснии, во время операции НАТО против Югославии, однако ни в одном из этих случаев её вмешательство не потребовалось. В рамках глобальной войны против терроризма дивизия принимала участие в военных операциях в Афганистане и в Ираке; её подразделения, как правило, перебрасывались в эти страны на достаточно короткий срок для усиления мер безопасности при проведении местных выборов. 82-я воздушно-десантная дивизия участвовала в штурме города Самава во время вторжения в Ирак в 2003 году.
В январе 2010 года 3500 солдат из числа частей 82-й дивизии были направлены на Гаити для обеспечения порядка после землетрясения на Гаити.
В августе 2021 года подразделения дивизии последними покинули Афганистан, фактически завершив союзные миссии НАТО «Страж Свободы», «Решительная поддержка» и «Убежище для союзников». Последним американским солдатом, покинувшим Афганистан, стал командир 82-й дивизии генерал-майор Кристофер Тодд Донахью.

## Боевой и численный состав
С 2006 года 82-я дивизия полностью переведена на модульную структуру. Основная полевыми единицами при этом являются бригады (brigade combat team).
Ряд вспомогательных частей (артиллерийские части, военная полиция и т. п.) и прочих в ходе реорганизации были выделены в отдельные бригады СВ, части и подразделения которых в районе боевых действий находящиеся в оперативном подчинении штаба 82-й дивизии (18-й артбригада РСЗО и т. д.). В ходе реорганизации частей дивизии 82-й дивизии временно усиливалась четвёртой бригадой.

## Структура

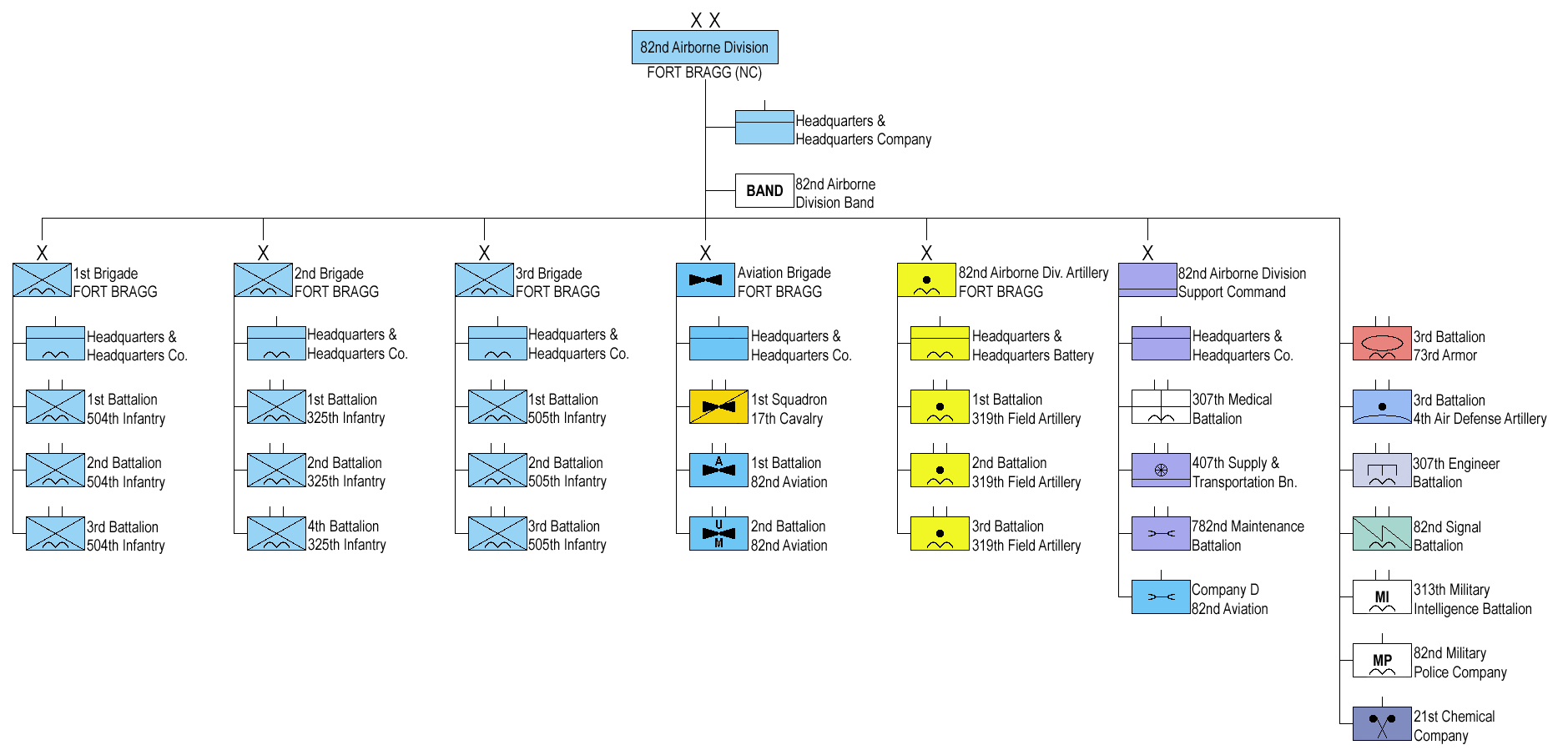
ОШС дивизии на 1989 год.
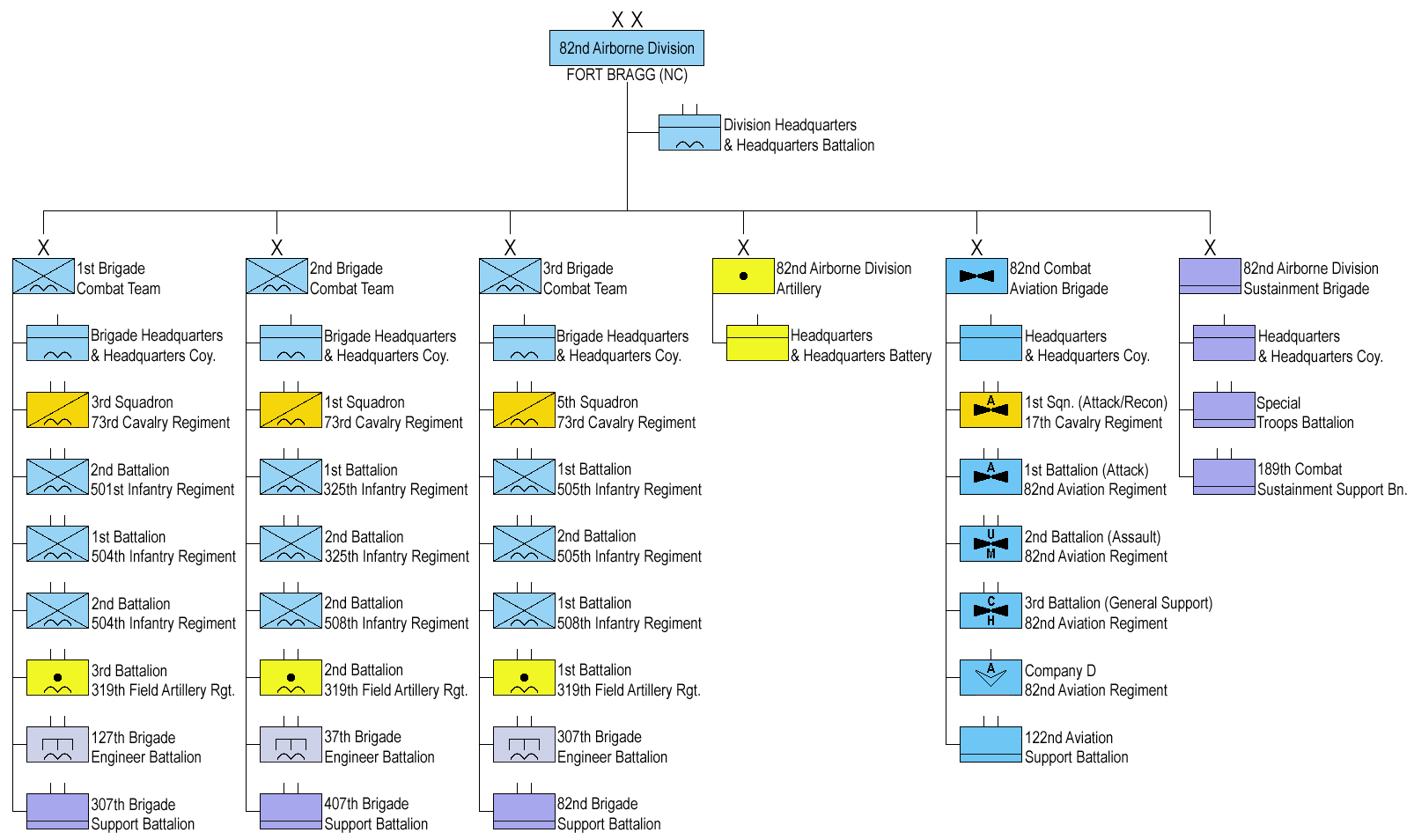
ОШС дивизии на 2021 год.
ОШС дивизии на 2024 год.

- 325-й планерный полк (1 марта 1945 года получил 2-й батальон 401-го планерного полка 101-й воздушно-десантной дивизии, который был переименован в 3-й батальон 325-го планерного полка)
- 504-й парашютный полк (назначен 15 августа 1942 года; заменен 327-м пехотным полком, освобожденным в тот же день)
- 505-й парашютный полк (назначен 10 февраля 1943 года; заменен 326-м пехотным полком, который отбыл 4 февраля 1943 года)
- 307-й инженерный батальон
- 80-й зенитный артиллерийский батальон
- 82-я ремонтная рота (назначена 1 марта 45 года)
- 307-я медицинская рота
- Артиллерийское командование
  - 319-й планерный артиллерийский дивизион (75 мм)
  - 320-й планерный артиллерийский дивизион (75 мм)
  - 376-й парашютный артиллерийский дивизион (75 мм)
  - 456-й парашютный артиллерийский дивизион (75 мм)
- Специальные войска (штаб активирован 1 марта 1945)
  - Штабная рота 82-й воздушно-десантной дивизии
  - Рота связи
  - 407-я квартирмейстерская рота
  - 782-я рота боеприпасов
  - Разведывательный взвод (назначен 1 марта 45 года)
  - Взвод военной полиции
  - Оркестр (назначена 1 марта 45)

Приданные подразделения десантников:
- 507-й парашютный полк (придан 14 июня 1944 — 27 августа 1944)
- 508-й парашютный полк (придан 14 июня 1944 года — 21 июня 1944 года; с 23 января 1945 года по 9 мая 1945 года)
- 517-й парашютный полк (придан 1—11 января 1945 года; 23—26 января 1945 года; 3—5 февраля 1945 года; 9—10 февраля 1945 года)
- 551-й парашютный батальон (придан 26 декабря 1944 — 13 января 1945; 21—27 января 1945)

 82-я воздушно-десантная дивизия, Форт-Брэгг, Северная Каролина
- Штаб и штабная рота
- 1-я бригада
  - Штаб и штабная рота
  - 1-й батальон 504-го пехотного полка
  - 2-й батальон 504-го пехотного полка
  - 3-й батальон 504-го пехотного полка
- 2-я бригада
  - Штаб и штабная рота
  - 1-й батальон 325-го пехотного полка
  - 2-й батальон 325-го пехотного полка
  - 4-й батальон 325-го пехотного полка
- 3-я бригада
  - Штаб и штабная рота
  - 1-й батальон 505-го пехотного полка
  - 2-й батальон 505-го пехотного полка
  - 3-й батальон 505-го пехотного полка
- Авиационная бригада
  - Штаб и штабная рота
  - 1-й эскадрон 17-го кавалерийского полка (разведка)
  - 1-й батальон 82-го авиационного полка (штурмовой)
  - 2-й батальон 82-го авиационного полка (общая поддержка)
- Артиллерийское командование
  - Штаб и штабная батарея
  - 1-й дивизион 319-го артиллерийского полка (18 × 105-мм буксируемая гаубица М102)
  - 2-й дивизион 319-го артиллерийского полка (18 × 105-мм буксируемая гаубица М102)
  - 3-й дивизион 319-го артиллерийского полка (18 × 105-мм буксируемая гаубица М102)
- Командование материально-технического обеспечения
  - Штаб и штабная рота
  - 307-й медицинский батальон
  - 407-й батальон снабжения и транспортировки
  - 782-й батальон технического обслуживания
  - Рота D, 82-я авиационная (авиационное промежуточное техническое обслуживание)
- 3-й батальон 73-го бронетанкового полка

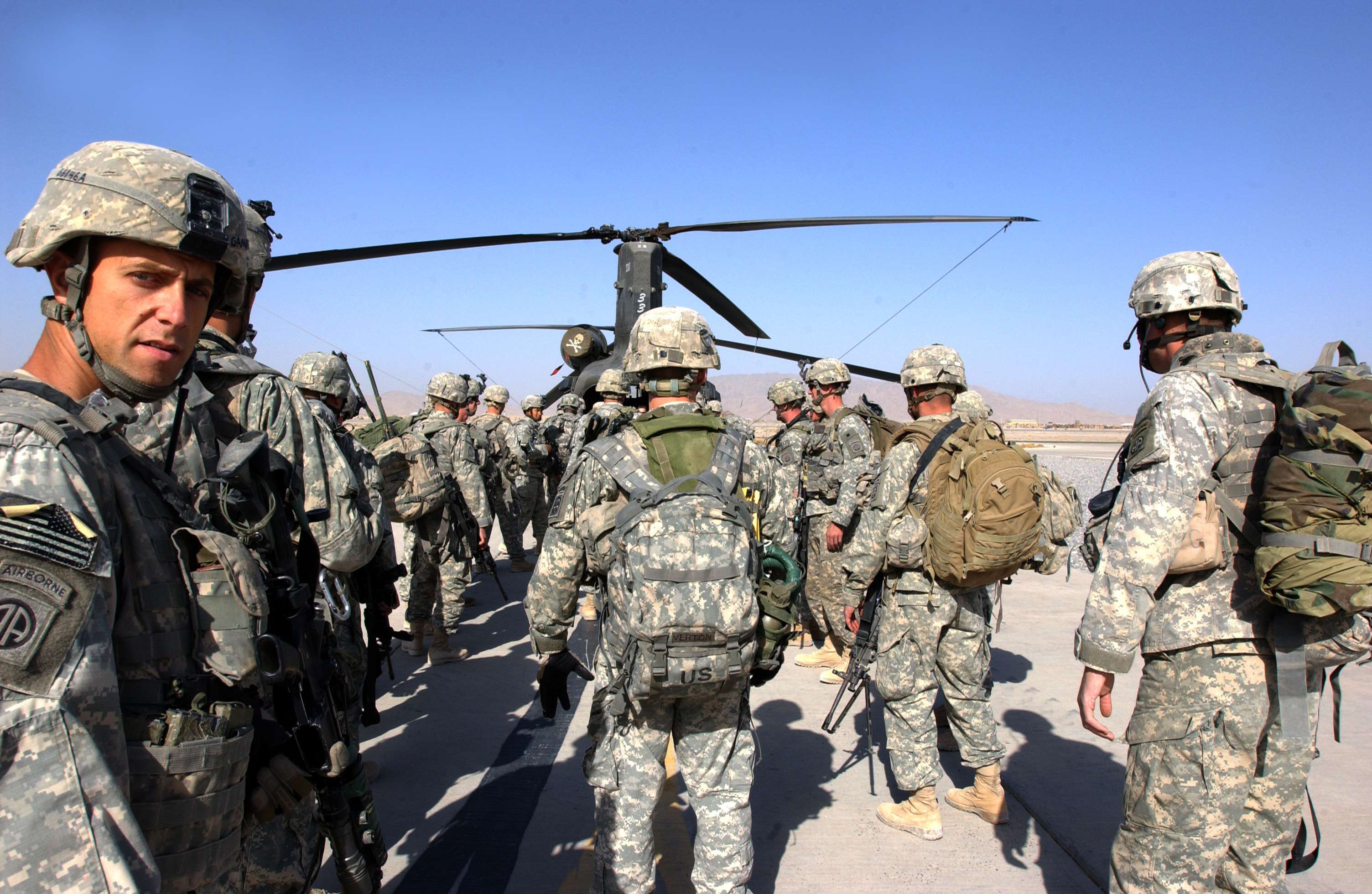
Солдаты 82-й дивизии перед погрузкой в вертолёты в ходе операции в Муса-Кале, Афганистан, 2007 г.

- 3-й дивизион 4-й полка ПВО
- 307-й инженерный батальон
- 82-й батальон связи
- 313-й батальон военной разведки
- 82-я рота военной полиции
- 21-я рота РХБЗ
- Оркестр

 82-я воздушно-десантная дивизия (82nd Airborne Division)
- Штаб и штабной батальон (Division Headquarters and Headquarters Battalion)
  - Штаб и штабная рота (Headquarters and Headquarters Company)
  - Рота операций (Operations Company)
  - Разведывательная рота (Intelligence and Sustainment Company)
  - Рота связи (Division Signal Company)
  - Оркестр (82nd Airborne Division Band)
  - Учебный центр воздушно-десантной подготовки (US Army Advanced Airborne School)
  - 49-й отряд пресс-службы (49th Public Affairs Detachment)
- 1-я воздушно-десантная бригада (1st Infantry Brigade Combat Team)
  - Штаб и штабная рота (Brigade Headquarters and Headquarters Company)
  - 3-й эскадрон 73-го кавалерийского полка (3rd Squadron, 73rd Cavalry Regiment)
  - 1-й батальон 504-го пехотного полка (1st Battalion, 504th Infantry Regiment)
  - 2-й батальон 504-го пехотного полка (2nd Battalion, 504th Infantry Regiment)
  - 2-й батальон 501-го пехотного полка (2nd Battalion, 501st Infantry Regiment)
  - 3-й дивизион 319-го артиллерийского полка (3rd Battalion, 319th Field Artillery Regiment)
  - 127-й инженерный батальон (127th Brigade Engineer Battalion)
  - 307-й батальон поддержки бригады (307th Brigade Support Battalion)
- 2-я воздушно-десантная бригада (2nd Infantry Brigade Combat Team «Falcon Brigade»)
  - Штаб и штабная рота (Brigade Headquarters and Headquarters Company)
  - 1-й эскадрон 73-го кавалерийского полка (1st Squadron, 73rd Cavalry Regiment)
  - 1-й батальон 325-го пехотного полка (1st Battalion, 325th Infantry Regiment)
  - 2-й батальон 325-го пехотного полка (2nd Battalion, 325th Infantry Regiment)
  - 2-й батальон 508-го пехотного полка (2nd Battalion, 508th Infantry regiment)
  - 2-й дивизион 319-го артиллерийского полка (2nd Battalion, 319th Field Artillery Regiment)
  - 37-й инженерный батальон (37th Brigade Engineer Battalion)
  - 407-й батальон поддержки бригады (407th Brigade Support Battalion)
- 3-я воздушно-десантная бригада (3rd Infantry Brigade Combat Team)
  - Штаб и штабная рота (Brigade Headquarters and Headquarters Company)
  - 5-й эскадрон 73-го кавалерийского полка (5th Squadron, 73rd Cavalry Regiment)
  - 1-й батальон 505-го пехотного полка (1st Battalion, 505th Infantry Regiment)
  - 2-й батальон 505-го пехотного полка (2nd Battalion, 505th Infantry Regiment)
  - 1-й батальон 508-го пехотного полка (1st Battalion, 508th Infantry Regiment)
  - 1-й дивизион 319-го артиллерийского полка (1st Battalion, 319th Field Artillery Regimentt)
  - 307-й инженерный батальон (307th Brigade Engineer Battalion)
  - 82-й батальон поддержки бригады (82nd Brigade Support Battalion)
- Артиллерийское командование (82nd Airborne Division Artillery)
  - Штаб и штабная батарея (Headquarters and Headquarters Battery)
- Бригада армейской авиации (Combat Aviation Brigade, 82nd Airborne Division)
  - Штаб и штабная рота (Headquarters and Headquarters Company)
  - 1-й эскадрон 17-го кавалерийского полка (разведывательный) (AH-64D Apache) (1st Squadron, 17th Cavalry Regiment (Reconnaissance))
  - 1-й батальон 82-го авиационного полка (ударный) (AH-64D Apache) (1st Battalion, 82nd Aviation Regiment (Attack))
  - 2-й батальон 82-го авиационного полка (штурмовый) (UH-60M Black Hawk) (2nd Battalion, 82nd Aviation Regiment (Assault))
  - 3-й батальон 82-го авиационного полка (общей поддержки) (CH-47 Chinook и UH-60 Black Hawk) (3rd Battalion, 82nd Aviation Regiment (General Support))
  - 122-й батальон тылового обеспечения (122nd Aviation Support Battalion)
- Бригада поддержки (82nd Airborne Division Sustainment Brigade)[2]
  - Батальон специальных войск (Special Troops Battalion)
  - 189-й батальон поддержки боевого обеспечения (189th Combat Sustainment Support Battalion)

- Штаб и штабной батальон (Division Headquarters and Headquarters Battalion)
  - Штаб и штабная рота (Headquarters and Headquarters Company)
  - Рота операций (Operations Company)
  - Разведывательная рота (Intelligence and Sustainment Company)
  - Рота связи (Division Signal Company)
  - Оркестр (82nd Airborne Division Band)
  - Учебный центр воздушно-десантной подготовки (US Army Advanced Airborne School)
  - 49-й отряд пресс-службы (49th Public Affairs Detachment)
- 1-я бригада (1st Brigade Combat Team)
  - Штаб и штабная рота (Brigade Headquarters and Headquarters Company)
  - 3-й эскадрон 73-го кавалерийского полка (3rd Squadron, 73rd Cavalry Regiment)
  - 2-й батальон 501-го пехотного полка (2nd Battalion, 501st Infantry Regiment)
  - 1-й батальон 504-го пехотного полка (1st Battalion, 504th Infantry Regiment)
  - 2-й батальон 504-го пехотного полка (2nd Battalion, 504th Infantry Regiment)
  - 127-й инженерный батальон (127th Brigade Engineer Battalion)
- 2-я бригада (2nd Brigade Combat Team)
  - Штаб и штабная рота (Brigade Headquarters and Headquarters Company)
  - 1-й эскадрон 73-го кавалерийского полка (1st Squadron, 73rd Cavalry Regiment)
  - 1-й батальон 325-го пехотного полка (1st Battalion, 325th Infantry Regiment)
  - 2-й батальон 325-го пехотного полка (2nd Battalion, 325th Infantry Regiment)
  - 2-й батальон 508-го пехотного полка (2nd Battalion, 508th Infantry regiment)
  - 37-й инженерный батальон (37th Brigade Engineer Battalion)
- 3-я бригада (3rd Infantry Brigade Combat Team)
  - Штаб и штабная рота (Brigade Headquarters and Headquarters Company)
  - 5-й эскадрон 73-го кавалерийского полка (5th Squadron, 73rd Cavalry Regiment)
  - 1-й батальон 505-го пехотного полка (1st Battalion, 505th Infantry Regiment)
  - 2-й батальон 505-го пехотного полка (2nd Battalion, 505th Infantry Regiment)
  - 1-й батальон 508-го пехотного полка (1st Battalion, 508th Infantry Regiment)
  - 307-й инженерный батальон (307th Brigade Engineer Battalion)
- Артиллерийское командование (82nd Airborne Division Artillery)
  - Штаб и штабная батарея (Headquarters and Headquarters Battery)
  - 1-й дивизион 319-го артиллерийского полка (1st Battalion, 319th Field Artillery Regiment)
  - 2-й дивизион 319-го артиллерийского полка (2nd Battalion, 319th Field Artillery Regiment)
  - 3-й дивизион 319-го артиллерийского полка (3rd Battalion, 319th Field Artillery Regiment)
- Бригада армейской авиации (Combat Aviation Brigade, 82nd Airborne Division)
  - Штаб и штабная рота (Headquarters and Headquarters Company)
  - 1-й эскадрон 17-го кавалерийского полка (ударно-разведывательный) (AH-64D Apache) (1st Squadron, 17th Cavalry Regiment (Reconnaissance))
  - 1-й батальон 82-го авиационного полка (ударный) (AH-64D Apache) (1st Battalion, 82nd Aviation Regiment (Attack))
  - 2-й батальон 82-го авиационного полка (штурмовый) (UH-60M Black Hawk) (2nd Battalion, 82nd Aviation Regiment (Assault))
  - 3-й батальон 82-го авиационного полка (общей поддержки) (CH-47 Chinook и UH-60 Black Hawk) (3rd Battalion, 82nd Aviation Regiment (General Support))
  - Рота Д 82-го авиационного полка (беспилотники)
  - 122-й батальон тылового обеспечения (122nd Aviation Support Battalion)
- Бригада поддержки (82nd Airborne Division Sustainment Brigade)[2]
  - Штаб и штабная рота
  - Батальон специальных войск (Special Troops Battalion)
  - 82-й батальон поддержки бригады (82nd Brigade Support Battalion)
  - 189-й батальон поддержки боевого обеспечения (189th Combat Sustainment Support Battalion)
  - 307-й батальон поддержки бригады (307th Brigade Support Battalion)
  - 407-й батальон поддержки бригады (407th Brigade Support Battalion)

## Командиры дивизии во ВМВ
- генерал-майор Омар Брэдли (23 марта — 25 июня 1942)
- генерал-майор Мэтью Риджуэй (26 июня 1942 — 27 августа 1944)
- генерал-майор Джеймс Гейвин (28 августа 1944 — 26 марта 1948)

## Галерея

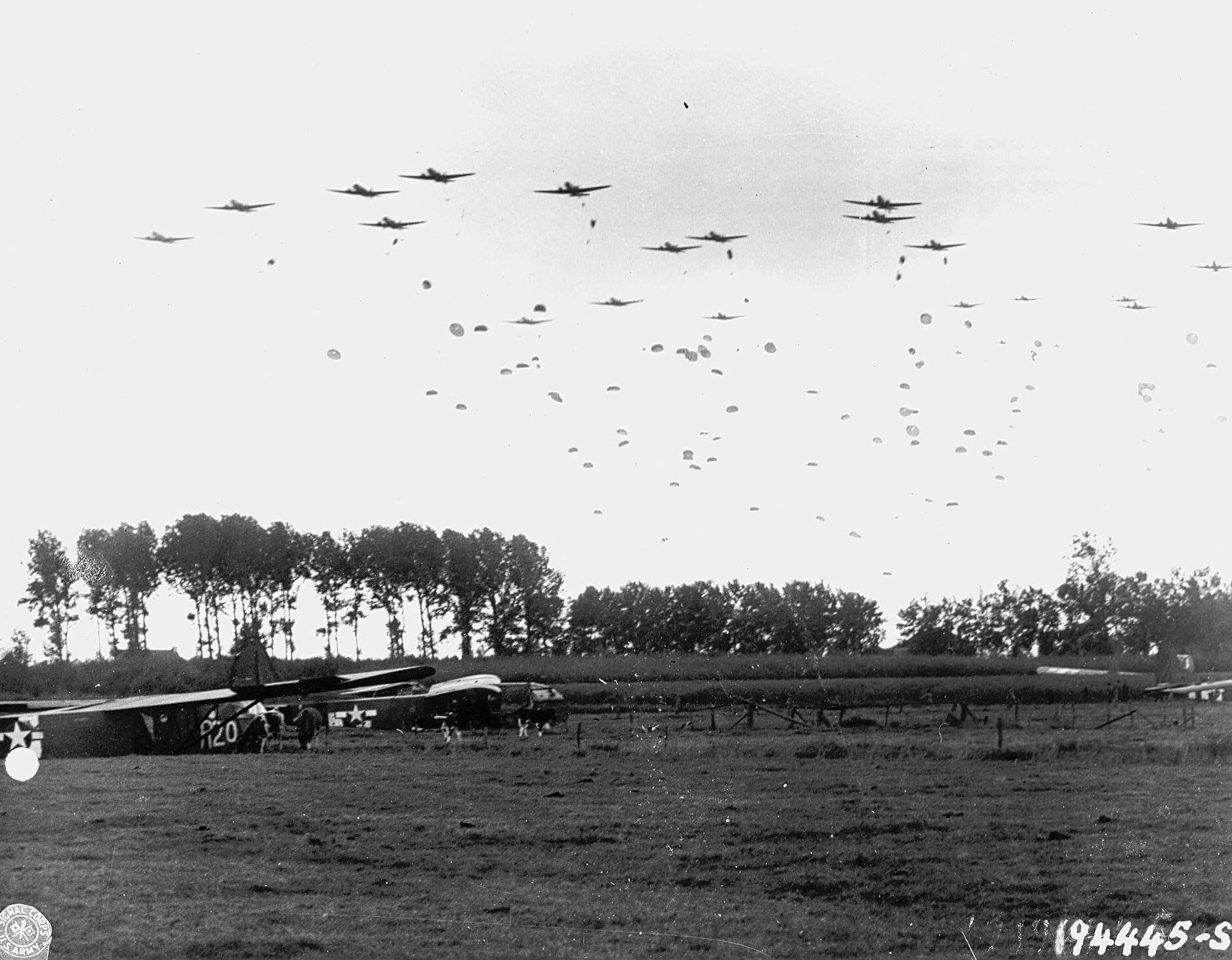
Посадочная высадка с десантных планеров разведподразделений 82-й дивизии в районе г. Граве перед началом наступления союзников в Нидерландах (операция «Маркет Гарден»)
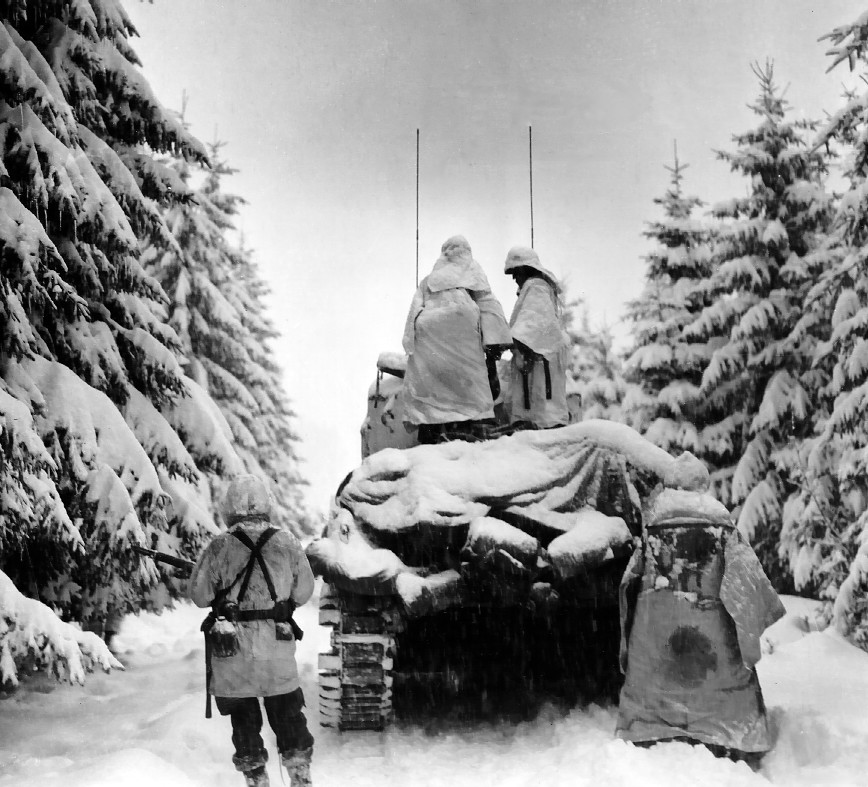
Подразделения 504-го пп 82-й дивизии во время боёв за Арденнский лес (январь 1945)
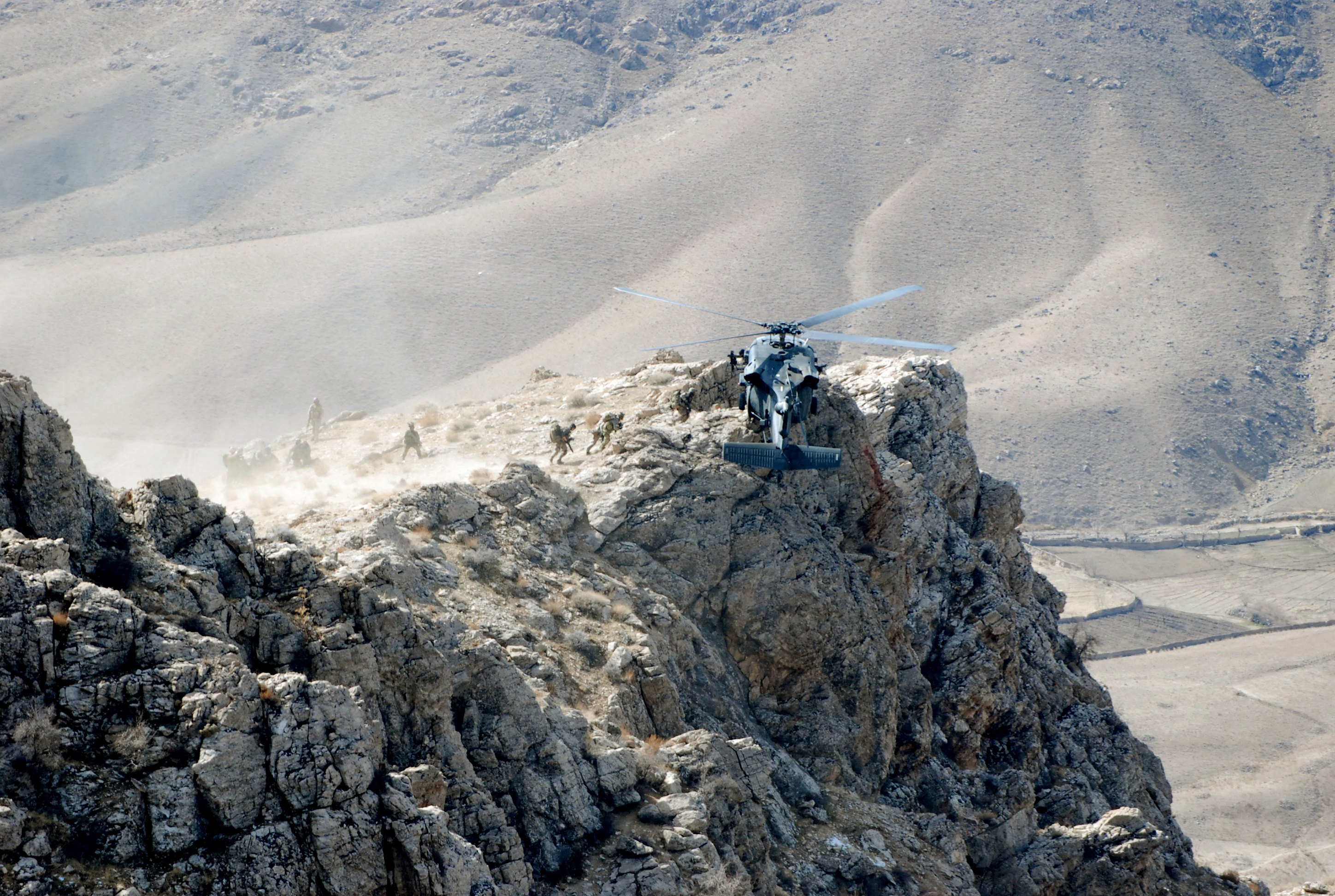
Снятие подразделения СпН СВ США с наблюдательного поста в горах Афганистана вертолётом UH-60 Black Hawk 2-го батальона 82-го авиационного полка, январь 2010
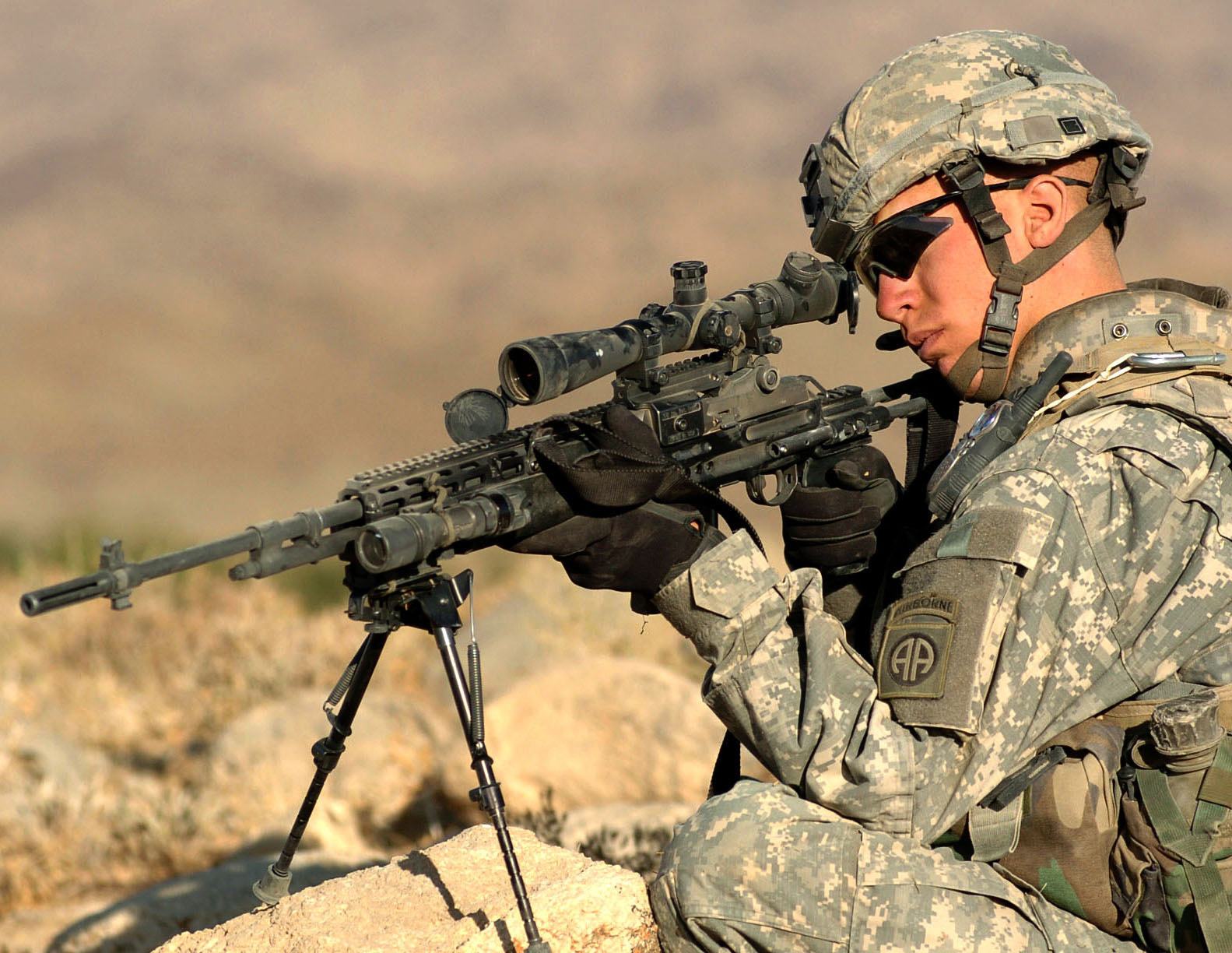
Боец 82-й дивизии в Афганистане
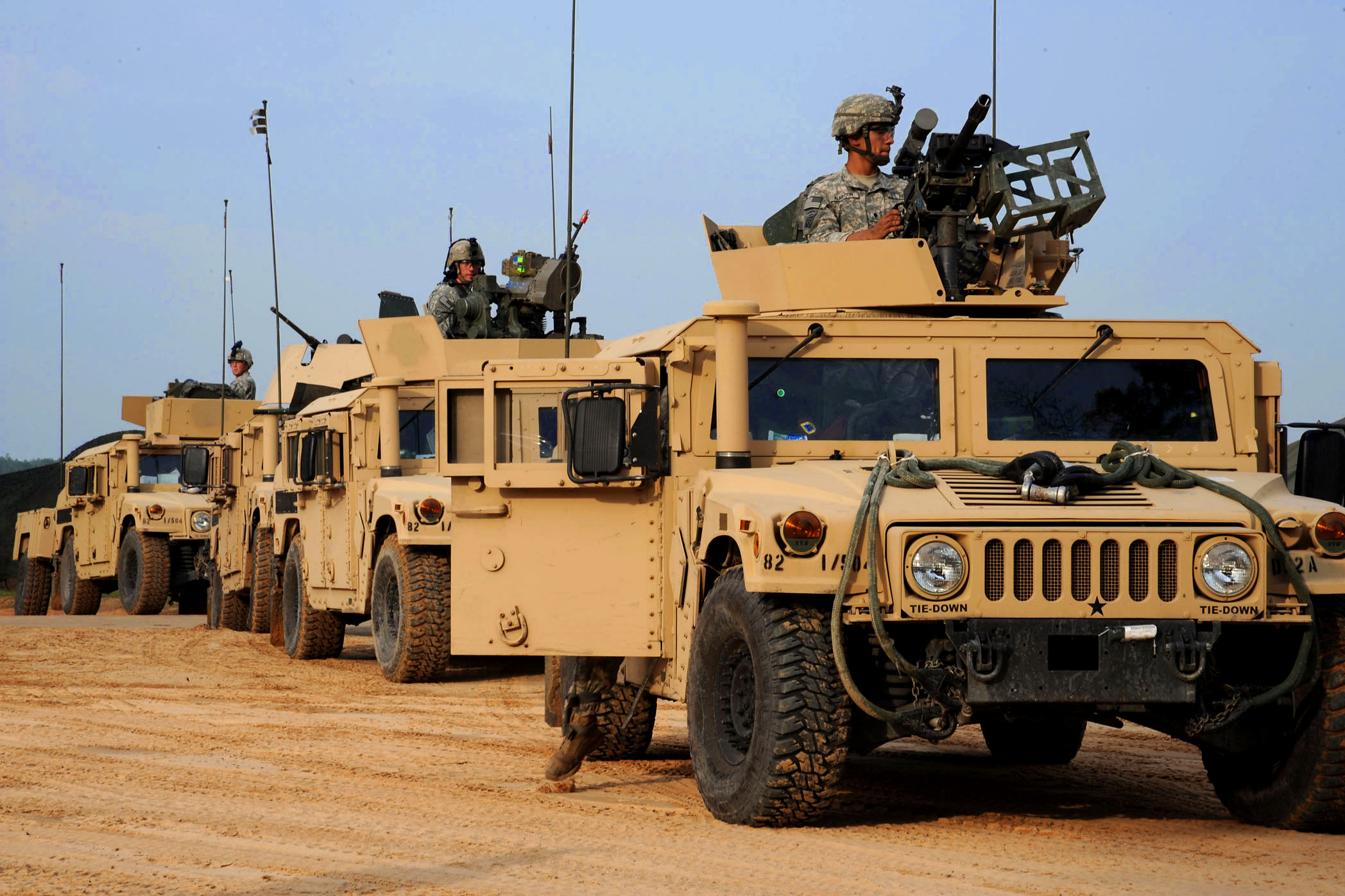
Военнослужащие 82-й вдд на автомобилях HMMWV во время учений, 2011 год

## В культуре

### Фильмы
- Сержант Йорк (1941)
- 11 друзей Оушена (1960)
- Самый длинный день (1962)
- Мост слишком далеко (1977)
- Рэмбо (1982)
- Рэмбо 2 (1985)
- Рэмбо 3 (1988)
- Спасти рядового Райана (1998)
- Армейские жёны (2007)
- Дом храбрых (2006)
- Рэмбо 4 (2008)
- Призраки войны (2020)

### Компьютерные игры
- Medal of Honor: Frontline (2002)
- Call of Duty (2003)
- Brothers in Arms: Earned in Blood (2005)
- Call of Duty 2: Big Red One (2005)
- Call of Duty: Roads to Victory (2007)
- Medal of Honor: Vanguard (2007)
- Medal of Honor: Airborne (2007)
- Mafia II (2010)
- Post Scriptum (2018)

## В музыке
- Группа Sabaton в своём альбоме The Great War издали песню «82nd All the Way», повествующую про сержанта Йорка и 82-ю десантную дивизию[3].